# Come prima... meglio di prima
Come prima... meglio di prima (Never Say Goodbye) è un film del 1956 diretto da Jerry Hopper e Douglas Sirk.
È un film drammatico a sfondo romantico statunitense con Rock Hudson, Cornell Borchers, George Sanders e Shelley Fabares. È basato sulla commedia del 1923 Come prima, meglio di prima di Luigi Pirandello. È un remake di Questo nostro amore (This Love of Ours) del 1945.

## Trama
Nel 1945, alla fine della guerra, un medico dell'esercito americano, Michael, sposa a Vienna una pianista tedesca, Lisa, dalla quale avrà una figlia, Suzy. Ma in seguito Lisa verrà trattenuta nella zona sovietica di Vienna. Michael torna quindi in America con la figlioletta, che crescerà con la convinzione che la madre sia morta. Moglie e marito si ritroveranno anni dopo e dovranno cercare di far accettare a Suzy che la madre sia ancora viva e che sia proprio Lisa, venuta ad abitare nella loro casa in America come nuova moglie di Michael.

## Produzione
Il film, diretto da Jerry Hopper e Douglas Sirk (quest'ultimo non accreditato) su una sceneggiatura di Bruce Manning, John D. Klorer e Leonard Lee (autori della sceneggiatura del film Questo nostro amore) e Charles Hoffman con il soggetto di Luigi Pirandello (autore della commedia teatrale), fu prodotto da Albert J. Cohen per la Universal International Pictures e girato negli Universal Studios a Universal City in California. I titoli di lavorazione furono A Time Remembered e Only Yesterday.

## Distribuzione
Il film fu distribuito con il titolo Never Say Goodbye negli Stati Uniti dal 10 marzo 1956 al cinema dalla Universal Pictures.
Altre distribuzioni:
- in Francia il 15 marzo 1956 (Ne dites jamais adieu)
- in Finlandia il 13 aprile 1956 (Jäähyväiset)
- in Germania Ovest il 20 aprile 1956 (Nur Du allein)
- in Danimarca il 16 maggio 1956 (Sig aldrig farvel)
- in Austria nel settembre del 1956 (Nur Du allein)
- in Portogallo il 28 dicembre 1956 (Nunca Digas Adeus)
- in Svezia il 27 aprile 1957 (En läkares dårskap)
- in Turchia nel febbraio del 1958 (Anne sevgisi)
- in Spagna (Hoy como ayer)
- in Grecia (Megalos ponos se mikri kardia)
- in Brasile (Nunca Deixei de Te Amar)
- in Italia (Come prima, meglio di prima)

## Critica
Secondo il Morandini il film è un "melodramma strappalacrime indirizzato soprattutto al pubblico femminile". Secondo Leonard Maltin il film è una "disomogenea storia strappalacrime".

## Promozione
La tagline è: "Hated by the child who was her son... and forbidden to say "I am your mother."".